# جاي (مغنية)
جاي (بالإنجليزية: Jai) هي مغنية أمريكية، ولدت في 5 نوفمبر 1981 في سانت لويس في الولايات المتحدة.